# Den Dungen
Den Dungen ist ein Dorf in der niederländischen Provinz Noord-Brabant. Es liegt in der Nähe von ’s-Hertogenbosch und circa 50 km westlich der deutschen Städte Kleve und Goch. Den Dungen zählt 4955 Einwohner (Stand: 1. Januar 2024). Es ist mit dem Nachbardorf Maaskantje zu einer geschlossenen Siedlungsfläche zusammengewachsen. Bis 1996 war es eine selbstständige Gemeinde, aufgrund einer Gebietsreform ist es seitdem Teil der Gemeinde Sint-Michielsgestel.
Den Dungen hat eine Gemeindepartnerschaft mit Portishead (Somerset) in England.

## Geschichte

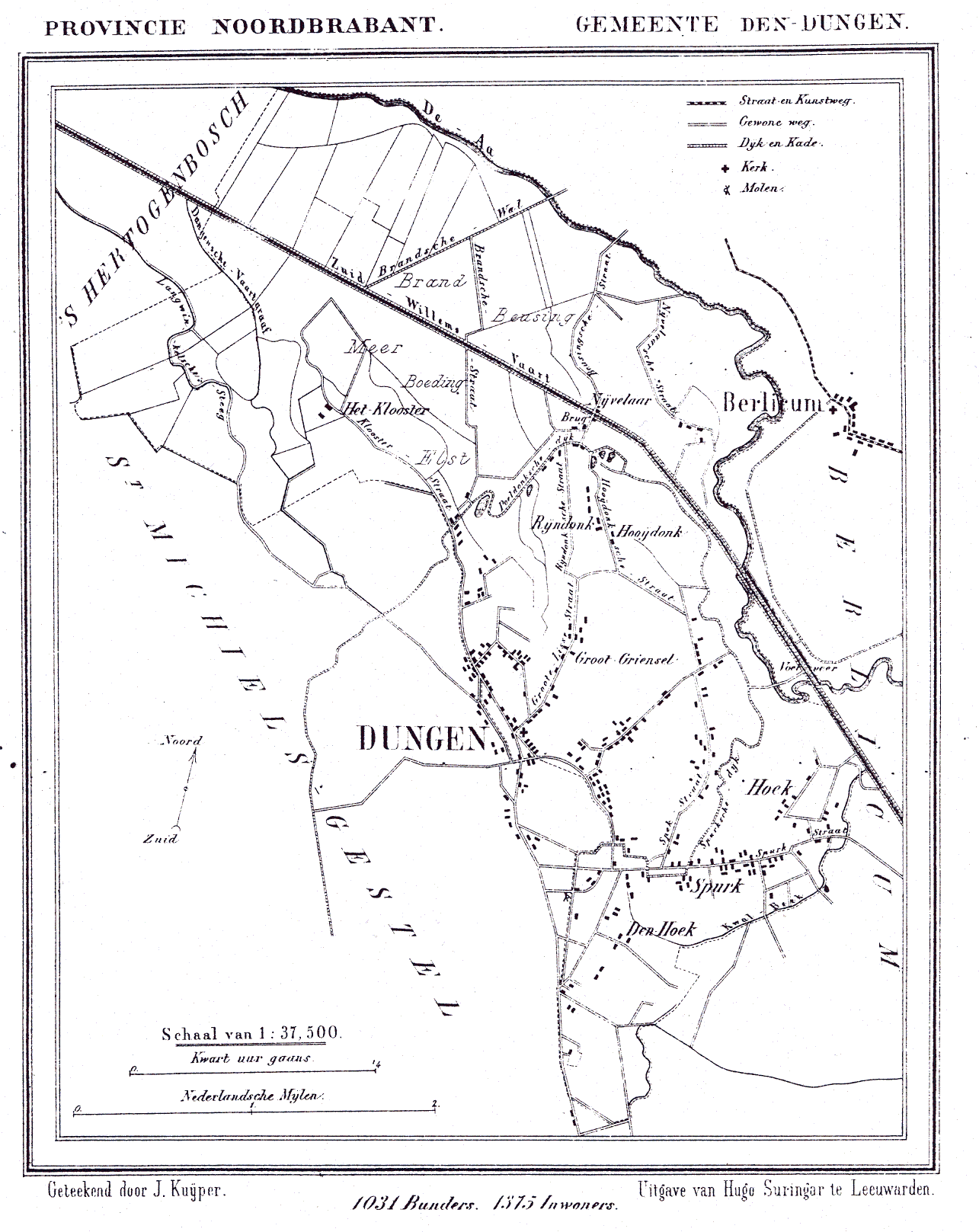
Den Dungen 1866

Archäologische Untersuchungen ergaben, dass in der mittleren Bronzezeit (ca. 1800–1200 v. Chr.) an dieser Stelle bereits eine Siedlung bestand, der sogenannte Eikendonk. Es gab auch ältere archäologische Funde, wie eine Feuerstein-Axt von etwa 3000 v. Chr. und eine Axt der Michelsberger Kultur (4400–3500 v. Chr.). Eine Siedlung aus der Zeit der Materialien wurde jedoch noch nicht gefunden. Es fanden sich jedoch verschiedene Spuren einer Besiedlung aus jüngeren Zeiten, wie der Eisenzeit (700 v. Chr.) und um den Beginn unserer Zeitrechnung.
Die „moderne“ Siedlungsgeschichte Den Dungens began, soweit bekannt, im 14. Jahrhundert. In einem Brüsseler Grundbuch erwähnt die Vogtei des Herzogs von Brabant im Jahr 1340 erstmals einen Ort namens „Dunghen“. In diesem Grundbuch wird auch die Existenz eines Deichs erwähnt. Der Kampf der Bewohner gegen das Wasser setzte sich bis in die Gegenwart fort, es kam immer wieder zu Überschwemmungen. Ein großer Fortschritt konnte mit dem Neubau eines Deichs im Jahr 1649 erreicht werden.
Die überwiegend katholische Bevölkerung Den Dungens kam 1629 unter die protestantische Herrschaft von Friedrich Heinrich von Oranien. Die katholische Kirche ging in die Hände der Niederländisch-Reformierten Kirche über. Seit der Herrschaft Napoleons im Jahre 1807 konnten die Katholiken ihren Glauben wieder praktizieren.

## Bevölkerung
Seit 1810 war Den Dungen eine selbstständige Gemeinde. Versuche, St. Michielsgestel mit Den Dungen zu verschmelzen scheiterten. Bis ins 20. Jahrhundert war der Ort überwiegend landwirtschaftlich geprägt. Der Anteil der erwerbstätigen Bevölkerung in der Landwirtschaft betrug: 1930 62,5 %, 1947 49,1 %, 1960 27,9 % und 1986 11,2 %. Obwohl der Anteil weiter zurückging, hat Den Dungen aufgrund der angrenzenden landwirtschaftlichen Flächen immer noch den Charakter eines Bauerndorfes.
Die Einwohnerzahl Den Dungens betrug um das Jahr 1400 etwa 400 bis 600 Personen, um 1600 ca. 700 Personen. Im Jahr 1815 waren es 1270, im Jahr 1900 waren es 1347, im Jahr 1935 waren es 2084 und im Jahr 1965 waren es 3266 Personen. Zum 1. Januar 1996 wurde die Gemeinde Den Dungen aufgelöst wurde und kam zusammen mit Maaskantje zur Gemeinde St. Michielsgestel. Am 1. Januar 2005 hatten Den Dungen und Maaskantje zusammen 6040 Einwohner. Im Jahr 2024 lag die Einwohnerzahl bei 4955 Personen.

## Sehenswürdigkeiten

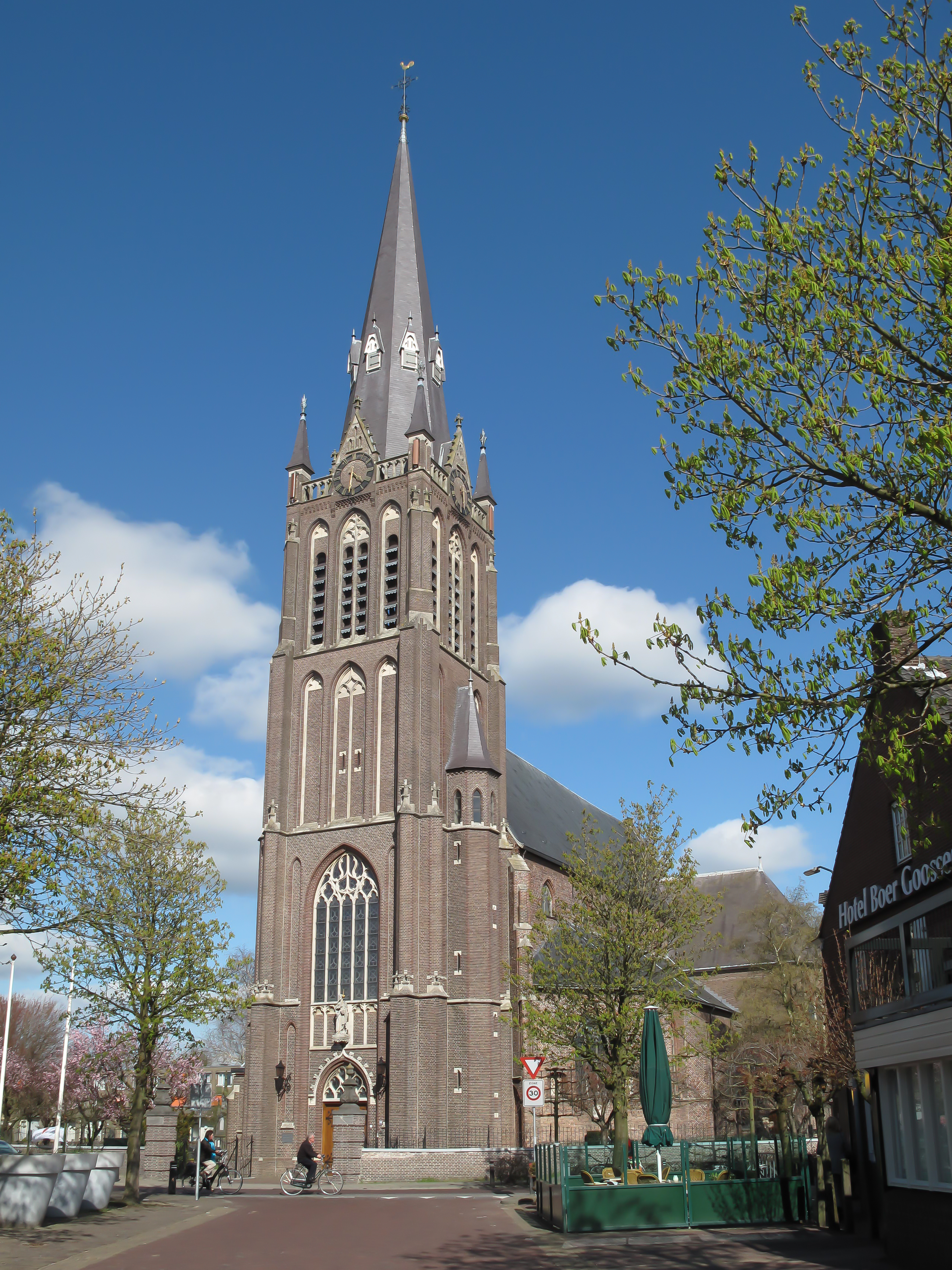
Die Kirche St. Jakobus

- Kirche St. Jakobus, sie ist von einem alten Friedhof umgeben.
- Das Pfarrhaus von St. Jakobus ist ein Reichsbaudenkmal.
- Die Blue Scholk, eine ehemalige Mädchenschule, heute ein kulturelles Zentrum.
- Ehemaliges Rathaus von 1877.
- Das 5 Hektar große Arboretum „d’n Hooidonk“ von Frans und Mia van den Biggelaar, verfügt über 1250 verschiedene Bäume und Sträucher.
- Cafetaria 't Pleintje (beliebt bei New Kids-Fans; wurde im Januar 2020 abgerissen)

## Persönlichkeiten
- Steffen Haars, Regisseur und Co-Creator der Serie Comedy Central New Kids.
- Tim Haars, Schauspieler in New Kids.

## New Kids – die Serie, die Den Dungen international bekannt machte

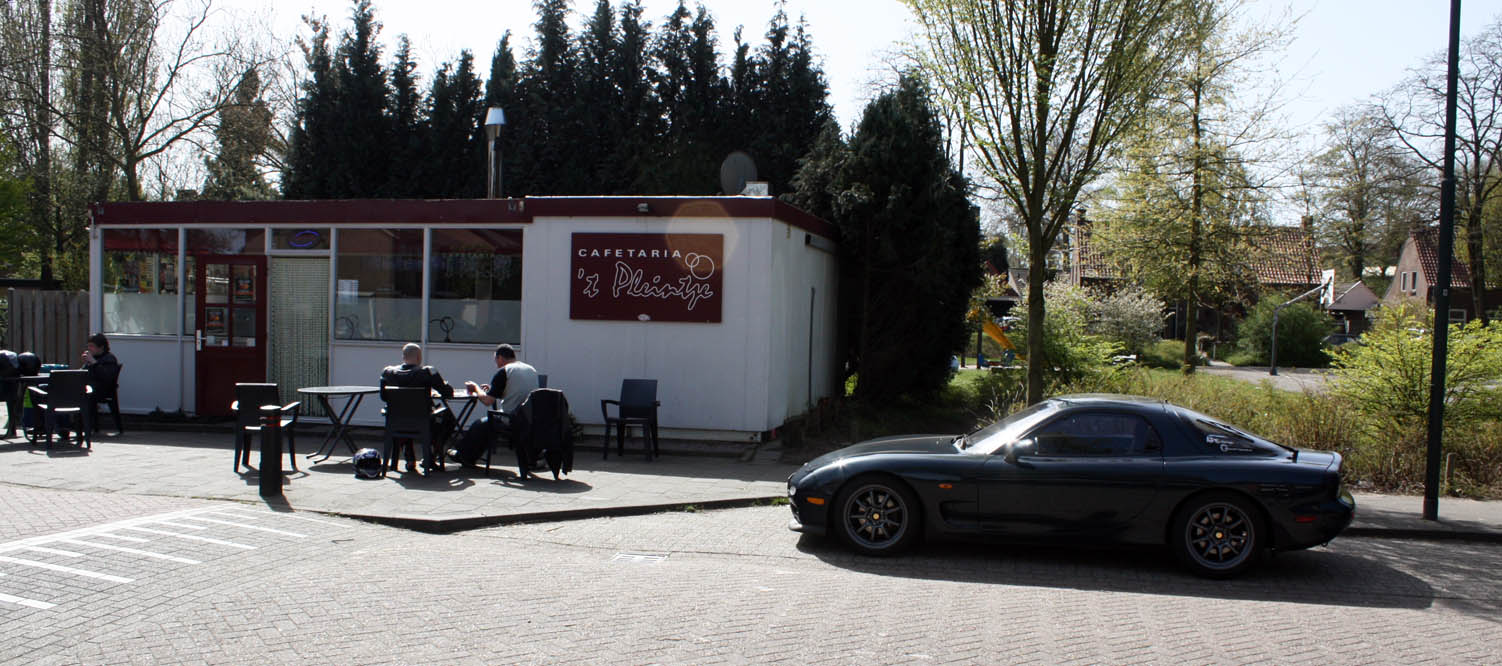
Cafetaria 't Pleintje in Den Dungen, Lieblingsimbissbude der New Kids

Das Nachbardorf Maaskantje ist seit Ende der 2000er Jahre als Schauplatz der international über den Fernsehkanal Comedy Central ausgestrahlten Serie New Kids bekannt geworden. Obwohl in der Serie in jedem Sketch das Ortsschild von Maaskantje gezeigt wird, wurden die meisten Szenen in Den Dungen gedreht und die berühmt gewordenen Schauplätze (Imbissbude, Sportplatz) befinden sich in Den Dungen. Den Dungen und Maaskantje werden seit Ausstrahlung von New Kids gern von Fans der Serie bereist. Im Jahr 2010 folgte der Kinofilm New Kids Turbo, der ebenfalls in Den Dungen und in Maaskantje gedreht wurde. 2011 folgte New Kids Nitro. Dieser Film wurde nicht nur in Maaskantje und Den Dungen gedreht, sondern auch in Friesland.